# Győry Vilmos
Győry Vilmos (Győr, 1838. január 7. – Budapest, 1885. április 14.) magyar evangélikus lelkész, teológus, író, műfordító, a Magyar Tudományos Akadémia levelező, a Kisfaludy Társaság és Petőfi Társaság rendes tagja. Győry Loránd miniszter és Győry Ilona tanítónő, író, műfordító édesapja.

## Életútja
Felpéczi Győry Endre ágostai evangélikus leányiskolai tanító és Wurmb Katalin egyetlen gyermeke. Elemi iskoláit Győrben járta, 1846-ban pedig szüleivel együtt Pestre ment és hat osztályt az evangélikus gimnáziumban végzett. Időközben szülei igen sanyarú helyzetbe jutva, fiukat többé nem akarták taníttatni és a Geibel-féle könyvkereskedésbe könyvárus-segédnek szánták. De volt tanára Argay János közbenjárására, nagy áldozatok árán, tovább taníttaták, s így került a pesti kegyesrendiek gimnáziumába, ahol a VII. és VIII. osztályt (az evangélikusoknál ez nem lévén), elvégezve, 1854-ben az érettségi vizsgát kitűnő eredménnyel tette le.
Horváth Cyrill piarista tanár néhány tehetséges tanítványát, köztük Dalmadyt, Szokoly Viktort és Győryt, az irodalomba is bevezette és irodalmi munkásságra buzdította. Az egyetemre lépett és 1855 első félévében a jogot hallgatta; de csakhamar szakított a természetével ellenkező jogi pályával, házi nevelőséget vállalt és 1855 második felétől 1856 végéig Vanyarcon élt, Dessewffy Ottó házánál. Ekkor Pestre visszatérve, az ez alatt itt megnyílt egyesült protestáns teológiai intézetbe lépett, ahol Török, Székács, Ballagi és mások voltak tanárai.
Tanulmányai mellett magántanítással is kellett foglalkoznia, hogy magát fenntarthassa és szüleit is segíthesse, s emellett ráért még nyelveket tanulni, irodalmi dolgozatokra, önképzésre minden irányban, még a zenében és festészetben is. A német, francia, olasz nyelvekkel már korábban megismerkedett, most az angolba és spanyolba kezdett bele. A négy évi teológiai kurzust bevégezvén, 1860 decemberében Konkoly Thege Miklóssal és Tihanyi Ferenccel mentorképp külföldre utazott; egy évet töltött a berlini egyetemen, meglátogatta Németország nevezetesebb városait és Párizsba is átrándult.
1861 augusztusában Székács József meghívására visszatért Pestre; szeptember 2-án avatták fel segédlelkésznek és Székács József mellett működött. 1862. szeptember 8-án Magyarországnak talán legnépesebb a evangélikus hitközsége, Orosháza, megválasztotta lelkészének. 1863. szeptember 8-án Pesten, a Deák téri evangélikus templomban nőül vette Székács József szuperintendens és Vörös Júlia leányát, Etelkát.
Mindig szoros érintkezésben maradt az irodalmi és tudományos központ köreivel. 1868-ban a Kisfaludy Társaság rendes és 1872. május 24-én a Magyar Tudományos Akadémia levelező tagjának választotta; végül 1876 novemberében a budapesti ágostai evangélikus magyar egyházának lelkésze lett, amely tisztséget haláláig viselte. A bányaterület egyházi főjegyzője és a budapesti iparosképző protestáns egylet elnöke volt. Nagy kedvvel és könnyen tanulta az idegen nyelveket, a latin, görög és héber nyelven és az említetteken kívül, megtanult még svédül is, sőt a szanszkrit nyelvet is tanulmányai körébe vonta. E mellett olajfestéssel foglalkozott és a fuvolát is mesterien kezelte. Kitűnő verselése, hangzatos és gondos prózája sokkal alkalmasabbá tették őt a műfordításra, mint az eredeti alkotásra.
Mint műfordító csakhamar magára vonta a figyelmet és lassanként legjelesebb műfordítóink közé emelkedett. Mintaszerű pap és egyházának jeles szónoka volt, valódi lelki atyja, bizalmas barátja híveinek. Örömben kedélyes jó barát, vidám társaságban szikrázó elméjű, kedves mulattató és a hol a gyász beköszöntött, a szelíd vigasztalás apostola. Barátai ragaszkodtak hozzá és családja körében boldogságot talált.
De nagy elfoglaltsága, szakadatlan munkássága ártott egészségének. Gödöllői nyaralójában keresett üdülést, majd 1884-ben Marienbadba és Ausseebe ment, de megfogyott erejét nem nyerhette vissza. Szeptember 2-án visszatért Gödöllőre. Szívbajához később vízkórság járult és félévi szenvedés után meghalt 1885. április 14-én Budapesten.
A templomban koporsója felett lelkésztársai Bachát Dániel és Doleschall Sándor tartottak gyászbeszédet; a Kisfaludy Társaságban 1888-ban Berczik Árpád, a Magyar Tudományos Akadémiában pedig az 1894. február 24-ei összes ülésen Szász Károly mondottak fölötte emlékbeszédet.
Síremlékét 1886. október 13-án avatták fel a Kerepesi úti temetőben. Győry Vilmosnak és családtagjainak maradványait 1957. november 19-én a rákoskeresztúri Új köztemetőben temették újra a 182. parcellába, az eredeti obeliszkkel együtt.

## Munkássága
Nagy elismertséget szerzett magának mint hitszónok, emellett jelentősek voltak teológiai értekezései is. Átdolgozta a Károli Gáspár-féle Biblia-fordítás újszövetségi részét.
A magyar ifjúsági irodalom egyik megteremtőjeként tartják számon. Fiatalkori költészete a szerelem, a családi boldogság és a vallásos hit témáiból válogat, balladái Arany János hatását mutatják. Eredeti prózai és lírai műveinél jelentősebb műfordítói tevékenysége, angolból (William Shakespeare), franciából (Molière), svédből (Esaias Tegnér) egyaránt fordított, de legjelentősebbek az általa magyarra ültetett spanyol irodalmi alkotások (Moreto, Cervantes, Calderón, Alarcón).
1872-ben a Magyar Tudományos Akadémia levelező tagja lett. 1868-tól a Kisfaludy Társaság tagja volt, 1878-ban a Petőfi Társaság rendes tagjává választották.

### Művei
- Fejlő rózsák (1855)
- Balassa János. Történeti elbeszélés az ifjuság számára (1858)
- A feledhetlen, kedves tanítvány felett Kollmann Gyula koporsójánál (1862)
- Emlékkönyv a confirmatióhoz készülő protestáns hajadonok számára (1866)
- Gyászbeszéd, melyet néhai Haviár Dániel elhunyta alkalmából tartott (1868)
- A legújabb Robinson (1869)
- Egy igaz polgár élete (elbeszélés, 1869)
- Mesekönyv az ifjuság számára. Szinezett képekkel. (1873)
- Egy apostol az ujabb korban. Elbeszélés a grönlandi missió történetéből (1873)
- Emléke az 1874. máj. 12. Pesten, a bányai evangélikus egyházkerület közgyűlése alkalmával végbement felügyelői beiktatás ünnepélyének (1874)
- Koszorú a magyar versköltészet utóbbi századának virágaiból (1875)
- Beköszöntő beszéd. Tartotta 1876. decz. 10. a budapesti ág. hitv. evang. magyar gyülekezet lelkészévé történt beiktatása alkalmával (1876)
- Kis világ szép képekben. Díszes képeskönyv rövid versecskékkel (1878)
- Nagy papok életrajza (1878, Protestáns Theológiai Könyvtár)
- Nótás Kata (színmű, 1879)
- Ünnepi ajándék. 382 képpel (1881)
- Az öregbéres (eredeti népszinmű 3 felvonásban, 1881)
- Kedves órák. Képes könyv (1882)
- Spanyol Szinműtár 1870-1871. (1883)
- Bimbócskáknak rózsaszálak. Képeskönyv (1883)
- Hogyan lehet könnyen meggazdagodni (elbeszélés, 1883)
- Népdalok, gyűjteményekből válogatva (1883)
- Népmesék (1883)
- ABC jó gyermekek számára. A betűkhöz alkalmazott versecskékkel (1884)
- Dr. Luther Márton Kis kátéja. Ágost. hitv. evang. népiskolák számára. Magyarázó jegyzetekkel ellátta (1884)
- Reggeltől estig. Képeskönyv (1885)
- Győry Vilmos egyházi beszédei (1886)
- Győry Vilmos költeményei (1886)
- Győry Vilmos elbeszélései (I–IV. 1886, 1888, 1909)

## Műfordításai
- A Frithiof-monda. Tegnér Ezsaiás után (1870)
- Shakespeare minden munkái (1872 és 1878)
- Az elmés nemes Don Quijote de la Mancha (1873-1876)
- Don Quijote de la Mancha. Cervantes után a spanyol eredetiből készült fordítása után az ifjuság számára átdolgozta (1875)
- Krisztus és az írás. Saphir Adolf után angolból fordította (1879)
- Molière vigjátékai (1881)
- Svéd költőkből (1882)
- Regék a görög és római őskorból. Grimm A. L. után átdolgozták (1888)